# König-Sejong-Station
Koordinaten: 62° 13′ 22,7″ S, 58° 47′ 12,5″ W
Die König-Sejong-Station (kor.: 세종과학기지, Sejong Gwahak Giji; engl.: King Sejong Station) ist eine südkoreanische Forschungsstation in der Antarktis. Sie befindet sich auf King George Island im Archipel der Südlichen Shetlandinseln nördlich der Antarktischen Halbinsel. Die Station ist nach König Sejong benannt, der von 1418 bis 1450 über das koreanische Königreich Joseon herrschte.
Die Station wurde am 17. Februar 1988 eröffnet und besteht mittlerweile aus zehn Containern. Sie wird ganzjährig betrieben, wobei die Besatzungsgröße zwischen 16 (Winter) und 50 Personen (Sommer) schwankt.
Nur etwa 6 km entfernt von der König-Sejong-Station liegt die argentinische Carlini-Station.